# James Bay (cantautore)
James Michael Bay (Hitchin, 4 settembre 1990) è un cantautore e chitarrista britannico.
Attivo musicalmente dal 2013, nel corso della sua carriera ha pubblicato tre album e ottenuto una forte notorietà grazie a singoli come Let It Go e Hold Back the River. I suoi primi due album si sono posizionati rispettivamente in vetta e alla seconda posizione della classifica britannica.

## Carriera
È cresciuto a Hitchin, nell'Hertfordshire (Inghilterra), ha frequentato la Hitchin Boys' School, prima di studiare al British and Irish Modern Music Institute.
James Bay ha pubblicato il suo EP di debutto, The Dark of The Morning, il 18 luglio 2013. Il secondo EP, Let It Go è uscito il 12 maggio 2014 ha debuttato nella Top 10 di iTunes della classifica degli album e il primo singolo, dal titolo omonimo "Let It Go" ha raggiunto la posizione 62 nelle classifiche UK il 27 settembre 2014. Nell'estate del 2013 apre il concerto dei Rolling Stones a Hyde Park. Si è esibito in un live durante la sfilata primavera/estate 2015 di Burberry e ha registrato una speciale sessione Burberry Acustica. È stato in tour con il cantautore irlandese Hozier nel 2014, incluso uno show sold-out la notte di Halloween in cui si è esibito con un teschio dipinto su metà del volto. James Bay ha registrato nei Blackbird Studios di Nashville, il suo primo album in studio Chaos and The Calm, uscito il 23 marzo 2015, con il produttore Jacquire King. È stato supporter anche nei tour di Thomas Peter Odell e John Newman.
Ha vinto il premio Critics' Choice Award ai BRIT Awards 2015. L'anno successivo, durante i BRIT Awards 2016, viene premiato come miglior artista maschile dell'anno e si esibisce insieme a Justin Bieber sulle note della hit di quest'ultimo Love Yourself. Sempre nel 2016 pubblica una cover di Hey Bulldog dei Beatles per la colonna sonora della serie TV Beat Bugs, mentre nel 2017 pubblica una cover del brano King's Highway per la colonna sonora del film d'animazione Cars 3.
Il 18 maggio 2018 Bay pubblica il suo secondo album Electric Light, preceduto dai singoli Wild Love, Pink Lemonade e Us. L'album è influenzato dalla musica pop e dalla musica R&B e ottiene le attenzioni della diva soul/R&B Alicia Keys, che collabora con James in una seconda versione di Us. L'album raggiunge la numero 2 nella classifica britannica. Nel 2019 pubblica il singolo Peer Preassure in collaborazione con Julia Michaels, a cui fa seguito l'EP Oh My Messy Mind.
Sempre nel 2019 Bay inizia a lavorare al suo terzo album a Nashville, presto lo storico RCA Studio A, presso cui artisti come Dolly Parton ed Elvis Preasley hanno lavorato in passato. L'artista ha definito il progetto come il più personale a cui ha lavorato fino a quel momento. Nel 2020 pubblica il singolo Chew on my Heart, a cui fanno seguito gli EP Turn It Up e All Up In My Feels. Nel 2021 collabora coi DJ Alesso e Marshmello nel singolo Chasing Stars.
Nel luglio 2022 pubblicherà il suo terzo album in studio Leap, anticipato dal singoli Give Me the Reason e One Life.

## Biografia
(James Bay)
James Bay nasce ad Hitchin, sede storica del Rhythms of the Worlds Festival. L'ossessione di James per la chitarra inizia intorno agli 11 anni, quando ne trova una tutta impolverata e con le corde arrugginite frugando nell'armadio del padre. Insieme al padre ripara quella chitarra ed inizia a studiarla, prima con cd didattici, poi nella maniera che gli era più congeniale, a orecchio, diventando ben presto un abile chitarrista. Durante l'adolescenza fonda alcune band con fratelli e amici, in nessuna di queste però sarà mai il frontman. La cosa non sarebbe durata però a lungo. All'età di 18 James si trasferisce fuori città, a Brighton, per approfondire i suoi studi musicali: è qui che la sua carriera solista prende finalmente il via. Inizia ad esibirsi in serate open music per cinque sere a settimana in tanti piccoli locali della città e il passo successivo a Brighton, è il trasferimento a Londra.
Ci vuole poco affinché si costruisca una solida reputazione live nella capitale: fa da supporter ai Rolling Stones nel loro concerto ad Hyde Park nell'estate del 2013.
(James Bay)
Durante un live in un pub di Kentish Town uno spettatore rimane così colpito dalla sua bravura da registrare la performance e caricarla su YouTube. Un paio di settimane più tardi il video cattura l'attenzione di un A&R della Republic Records. L'etichetta lo chiama a New York una settimana più tardi per firmare il contratto d'ingaggio.
Quasi un anno dopo gli EP The Dark of The Morning e Let It Go, James Bay pubblica un nuovo EP Hold Back the River Bay, di grande successo, che anticipa l'album Chaos And The Calm, registrato nei Blackbird Studios di Nashville con l'aiuto del produttore Jacquire King (collaboratore di lunga data dei Kings of Leon e ingegnere del suono di Tom Waits), e uscito il 23 marzo 2015.
Nel 2015 James Bay si è esibito in una serie di festival del Regno Unito: Glastonbury, T in the Park in Scozia, ha aperto lo spettacolo per Stevie Wonder a Londra e il tour americano di Hozier.

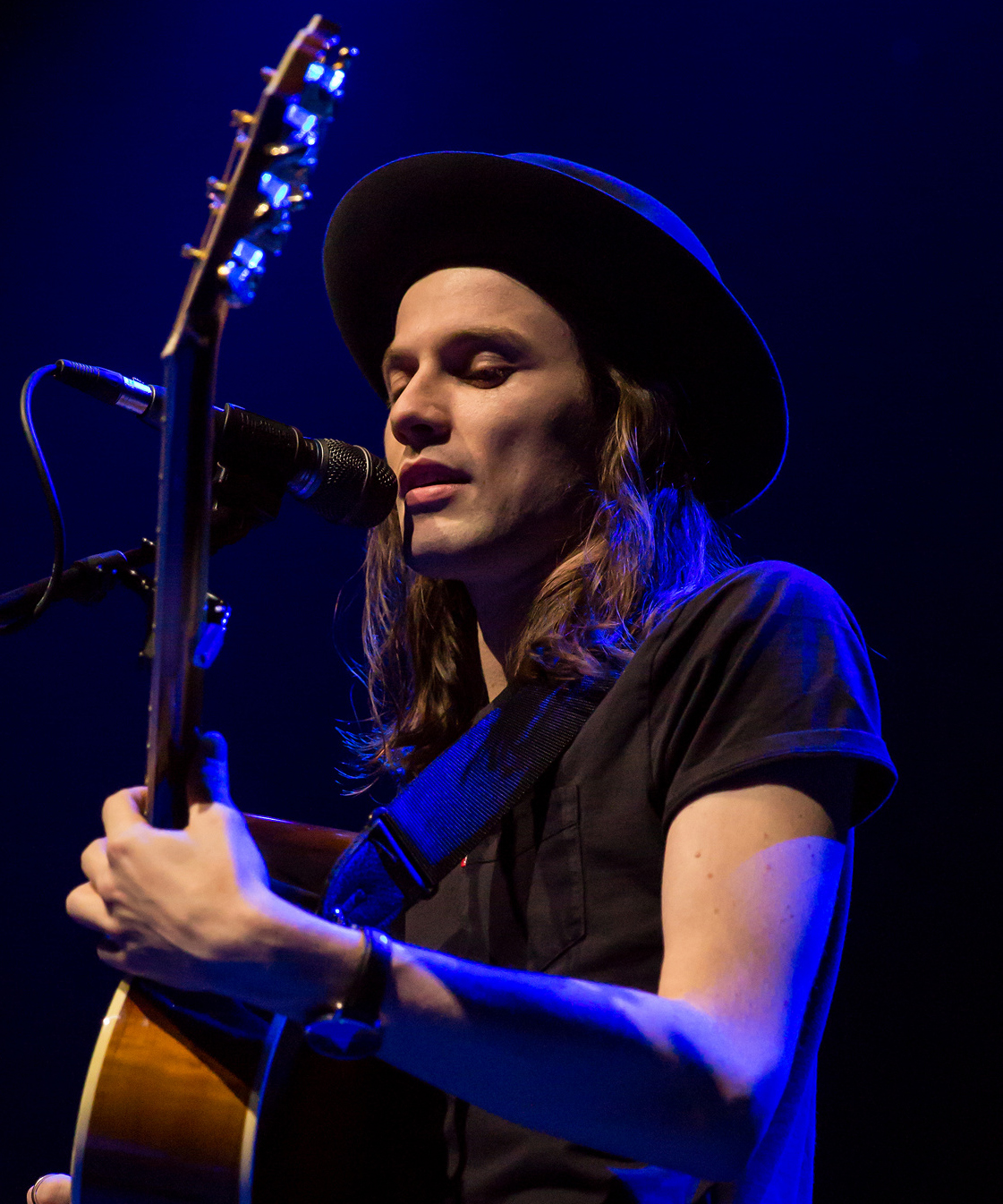
James Bay durante una esibizione al ACL live in Texas nel 2015

### Vita privata
Bay è sposato con la promoter musicale Lucy Smith dal 2022. I due si conoscevano da quando avevano entrambi 17 anni, e nel 2021 è nata la loro prima figlia, Ada Violet.

## Discografia

### Album in studio
- 2015 – Chaos and the Calm
- 2018 – Electric Light
- 2022 – Leap
- 2024 – Changes All the Time

### EP
- 2013 – The Dark of the Morning
- 2014 – Let It Go
- 2014 – Hold Back the River
- 2015 – Other Sides
- 2019 – Oh My Messy Mind
- 2020 – Turn It Up
- 2020 – All Up in My Feels

### Singoli
- 2014 – Let It Go
- 2014 – Hold Back the River
- 2015 – Scars
- 2015 – If You Ever Want to Be in Love
- 2016 – Best Fake Smile
- 2016 – Running
- 2018 – Wild Love
- 2018 – Pink Lemonade
- 2018 – Us
- 2018 – Just for Tonight
- 2019 – Peer Pressure (con Julia Michaels)
- 2019 – Bad
- 2020 – Chew on My Heart
- 2022 – Give Me the Reason
- 2022 – One Life

## Premi e riconoscimenti

### Grammy Awards
- 2016 - Nomination per il Miglior Artista Esordiente

### BRIT Awards
- 2015 - Critics' Choice Award.

### MTV
2015 - Nomination per l'MTV Brand New UK for 2015

### BBC
2015 - Secondo classificato al BBC Sound of 2015